# 상하이 콜링
《상하이 콜링》(영어: Shanghai Calling)은 2012년 공개된 미국의 로맨틱 코미디 영화이다. 이 작품은 상하이에 거주하는 다양한 계층의 미국인 그룹에 관한 이야기이다.

## 줄거리
뉴욕에서 잘 나가는 중국계 변호사 샘은 승진을 위해 3개월 동안 상하이 지사에서 일하게 된다. 그곳에서 그는 거대 기술 회사의 CEO 마커스를 만나고, 중국 발명가의 스마트폰을 인수하려던 마커스를 설득해 임대 계약을 체결한다. 그러나 곧 중국 공장에서 똑같은 스마트폰이 대량 생산되는 것을 알게 된 마커스는 분노하고, 샘은 위기에 처한다. 샘은 공장 사장 린과 협상하여 생산을 중단시키지만, 린은 약속을 어기고 계속해서 스마트폰을 생산한다. 게다가 린이 고용한 변호사가 가짜였다는 사실까지 밝혀진다. 
막다른 길에 몰린 샘은 사설 탐정 왕에게 도움을 요청하고, 왕의 도움으로 린의 주소를 알아내지만 그곳은 비어 있었다. 본사에서는 샘에게 뉴욕으로 돌아오라고 하지만, 샘은 포기하지 않고 아만다의 도움으로 린의 주소가 공장과 연결되어 있다는 것을 알아낸다. 샘은 동료들의 도움을 받아 법적 조치를 통해 공장 생산을 중단시키는 데 성공한다.
한편, 상하이 주재 미국 상공회의소 회장 선거에서 새로운 회장인 에스더가 당선되고, 그녀는 상하이가 더 이상 미국에서 성공하지 못한 사람들의 안식처가 아니라고 지적하며, 샘도 상하이의 급격한 경제 성장에 감탄한다. 샘은 린의 공장 폐쇄 소식을 마커스에게 알리며 책임을 전부 자신에게 돌리려고 한다. 그러나 왕과 발명가는 마커스가 계약서에 발명가의 서명을 위조했다는 사실을 밝힌다. 본사에서는 마커스의 영향력을 고려해 샘에게 그를 용서하고 계속 돕도록 명령하지만, 샘은 이에 반발하여 사직하고 린을 대변하기 위해 자신의 로펌을 설립한다. 동료들도 샘을 따라 나와 함께 일하게 되고, 샘은 아만다와 연인 관계로 발전하며 중국어 공부에 매진한다.

## 출연
- 대니얼 헤니 - 샘 차오 역
- 일라이자 쿠프 - 어맨다 윌슨 역
- 빌 팩스턴 - 도널드 캐퍼티 역
- 앨런 럭 - 마커스 그로프 역
- 주주 - 팡 팡 역